# Dayanita Singh

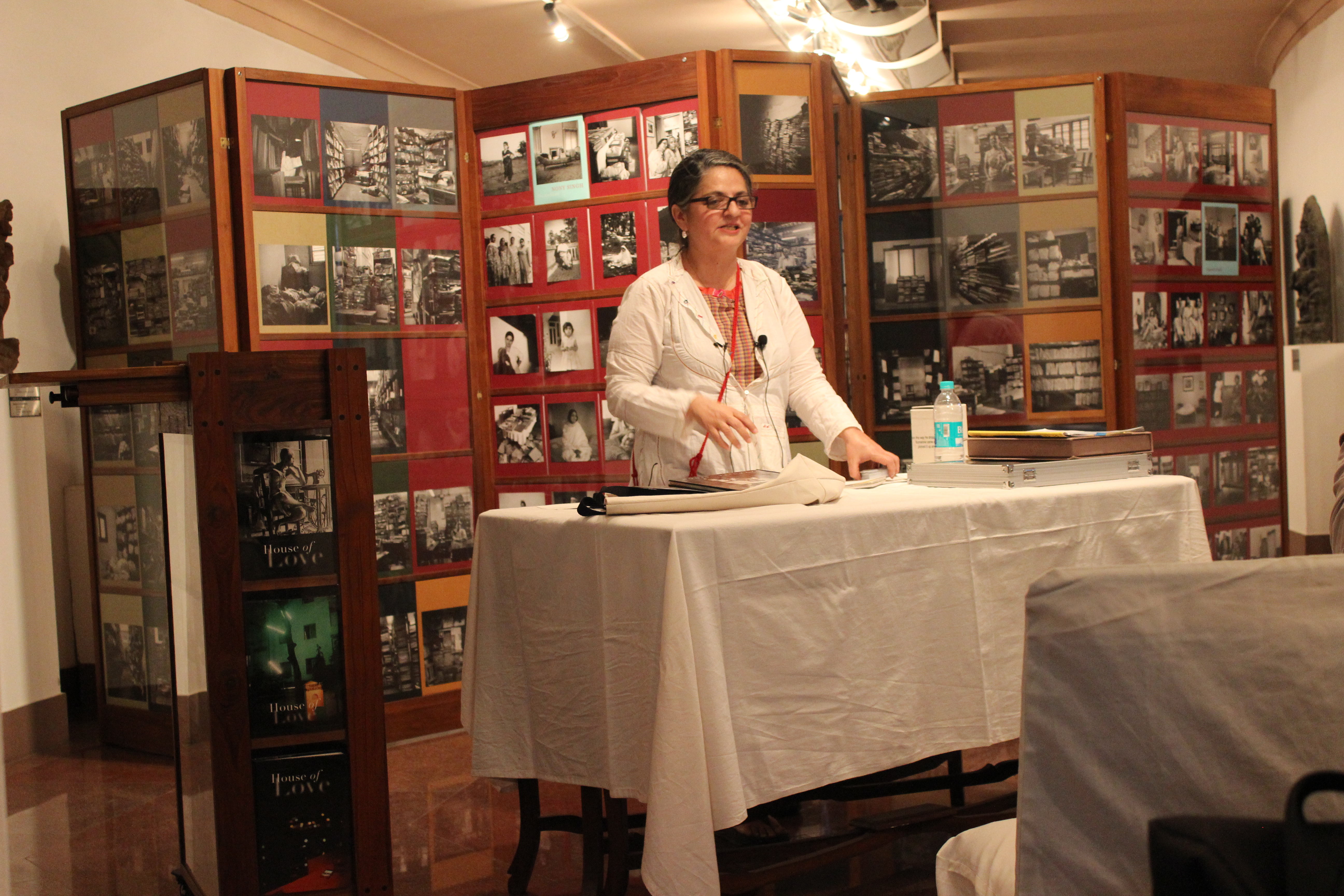
Dayanita Singh på Nationalmuseet i New Delhi, 2014

Dayanita Singh, född 18 mars 1961 i New Delhi i Indien, är indisk fotograf, som främst publicerar bilder i bokformat.  
Dayanita Singh växte upp i New Delhi, som den äldsta av fyra systrar. Hon studerade bildkommunikation  på National Institute of Design i Ahmedabad och därefter fotodokumentation på International Center of Photography i New York. Hon arbetade med fotojournalistik fram till slutet av 1990-talet.
Hennes första arbete med fotografi och bokskapande började med en kontakt med tablamusikern Zakir Hussain, som inbjöd henne att fotografera honom på repetitioner. Under sex vintersäsonger dokumenterade hon turnéer av Hussain, vilka 1986 publicerades i hennes första bok, Zakir Hussain.
Dayanita Singh fick det nederländska Prince Clauspriset 2008 och Hasselbladspriset 2022.